# Abbaye de Pluscarden
L'abbaye de Pluscarden est un monastère de moines bénédictins sis dans la région de Moray, en Écosse septentrionale. Avant de devenir une abbaye, Pluscarden est d'abord un prieuré fondé vers 1230 par le roi Alexandre II d'Écosse à l'initiative de l'abbaye du Val des Choues puis rattaché à l'Ordre bénédictin.

## Localisation
L'abbaye est située à Elgin, dans la région de Moray en Écosse, à proximité de la rivière Black Burn, au Royaume-Uni.

## Toponymie
À l'origine, Pluscarden (Pluscarden en anglais) s'appelait « The Kail Glen », la traduction en écossais du français « Val des Choues » ou du latin Vallis Caulium. Avant cela, le lieu devait déjà servir religieusement à des ermites, notamment en utilisant un puits dédié à l'apôtre Saint André. À sa fondation en 1230, Pluscarden a donc été consacré par Alexandre II à trois  saints : Notre-Dame et saint Jean-Baptiste, pour le Val des Choues, et saint André pour la consécration des lieux.

## Histoire

### Fondation du prieuré
Vers 1230, le roi Alexandre II fonde Pluscarden comme un prieuré pour l'abbaye du Val des Choues (parfois orthographié Val des Choux). Cet ordre fut établi en 1190 en Bourgogne par Viard, moine chartreux de Lugny sous Eudes III, duc de Bourgogne. Il suit les coutumes cisterciennes, mais avec des caractéristiques chartreuses et bénédictines. C'est une des dernières manifestations du Nouveau Monachisme du XIIe siècle. Vers 1250, ils instaurèrent près d'une vingtaine de prieurés : la plupart se trouvent en Bourgogne, maisi on en trouve aussi deux en Normandie, un dans le diocèse de Liège et enfin trois en Écosse : Ardchattan à Argyll, Beauly à Ross et enfin Pluscarden. 
D'après Edmund Chisholm-Batten, Pluscarden fut choisie pour la remarquable conservation des restes du monastère déjà présent dans le vallée. Le roi aurait aussi nommé Pluscarden ainsi que sa vallée fertile longue de près de trois miles (quatre kilomètres) de long, d'après saint André, le saint patron de l'Écosse.
Lors de sa bulle pontificale de 1262, le pape Urbain IV place le monastère sous sa protection et confirme les privilèges accordés à Pluscarden, qui consistent en une validation des donations (le monastère et ses environs, l'église de Durris et les champs environnants, les moulins, les mines de fer et les cultures de la forêt de Pluscarden, le droit de pêcher dans le Spey, ainsi que les terres et les possessions de Fernauay, Thulidoui, Kep, the Greater Kintessoch et de Mefth).

#### Liste des prieurs
| Année     | Nom                            | Renseignements                                                                                      |
| --------- | ------------------------------ | --------------------------------------------------------------------------------------------------- |
| 1230-1239 | Simon, John Frer, John Quryass | Premiers prieurs de Pluscarden                                                                      |
| 1264      | Andrew                         | Ce prieur deviendra plus tard abbé de Kinloss.                                                      |
| 1274      | William                        | Prieur                                                                                              |
| 1286      | Simon                          | Prieur                                                                                              |
| 1345      | John Wise                      | Prieur                                                                                              |
| 1367      | Thomas Fullonis                | Prieur                                                                                              |
| 1398      | Alexander de Pluscarden        | Prieur                                                                                              |
| Vers 1417 | Eoghann MacPheadair            | Prieur. La même année, David Cran (un moine de Deer, Écosse) est lui aussi brièvement nommé prieur. |
| 1428      | Andrew Symson                  | Prieur, moine de Deer, en Écosse.                                                                   |
| 1435      | William Birnie                 | Prieur, moine de Pluscarden.                                                                        |
| 1447      | William Hagis                  | Prieur, moine de Pluscarden. Son élection est contestée par William Birnie, son prédécesseur.       |

### Destructions auXIVesiècle
Le prieuré de Pluscarden a été victime de plusieurs attaques. En 1303, l’armée d’Édouard Ier d’Angleterre s’attaque à la province de Moray : Pluscarden est également touché. Une deuxième attaque plus importante est lancée par Alexander Stewart, fils illégitime du Roi Robert II, connu sous le nom du « loup de Badenoch » en 1390 à l’issue d’une dispute avec l'évêque de Moray. Il mit le feu à la ville de Forres, ainsi qu’à la ville et à la cathédrale d’Elgin. Le prieuré de Pluscarden, également incendié, en conserve toujours des traces aujourd’hui.

### Abbaye bénédictine
À la suite de la bulle pontificale du pape Nicolas V en 1454, Pluscarden est réformée, séparée du Val des Choues et reliée au proche prieuré d'Urquhart, lui-même placé sous l'autorité des bénédictins de Dunfermline. Ainsi, après 1460, les moines portant du blanc (du Val des Choues) sont expulsés du monastère et remplacés par l'habit foncé des bénédictins de l'abbaye de Dunfermline. Un témoin affirme que « les moines de Pluscarden seraient devenus trop vicieux », mais les raisons étaient sans doute que les deux prieurés avaient tellement diminué qu'ils n'étaient plus capables d'entretenir un prieur chacun, avec un nombre décent de religieux ou même de maintenir les bâtiments. Il n'y avait en effet plus que six moines à Pluscarden et seulement deux à Urquhart.

#### Liste des prieursbénédictins
| Année     | Nom              | Renseignements                                                                                                |
| --------- | ---------------- | --- |
| 1454      | John Bonally     | Premier prieur bénédictin après l'union de Pluscarden et Urquhart, moine de Dunfermlime et prieur d'Urquhart. |
| Vers 1457 | William Boyce    | Prieur, moine de Dunfermline.                                                                                 |
| 1476      | Thomas Foster    | Prieur, moine de Dunfermlime. En 1479, Bishop Davin Dunbar tente de devenir prieur mais échoue.               |
| 1481      | David Boyce      | Prieur, moine de l'abbaye d'Arbroath.                                                                         |
| 1487      | Robert Harrower  | Prieur |
| 1509      | George Learmonth | Prieur |
| 1529      | Alexander Dunbar | Prieur, neveu de Bishop Gavin, qui n'était pas parvenu à devenir prieur en 1479.                              |

#### Liste des prieurs commendataires

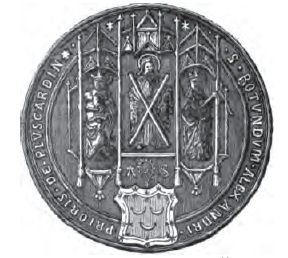
Alexander Seton comme prieur.

Les prieurs ou abbés commendataires sont souvent des vassaux qui reçoivent un prieuré ou une abbaye en récompense du service rendu à leur suzerain. Le terme vient du latin in commandam, « à titre provisoire » en opposition au titre in titulum, « de façon permanente », car, avant les abus et la multiplication des dons de monastères, le titre de prieur commendataire était donné à titre exceptionnel dans les abbayes et prieurs vacants. Alexander Seton fut le dernier de ces prieurs à porter l'habit bénédictin avant une succession d'administrateurs laïcs. 
| Année | Nom             | Renseignements |
| ----- | --------------- | --- |
| 1561  | Wiliam Cranston | Prieur commendataire                                                                                               |
| 1565  | Alexander Seton | Prieur commendataire                                                                                               |
| 1577  | James Douglas   | Fils du régent Morton, il est nommé prieur car Alexander Seton est considéré comme non-conforme au protestantisme. |
| 1580  | Alexander Seton | Reprise du prieuré à James Douglas, Seton est le premier comte de Dunfermline et deviendra Lord Urquhart en 1587.  |

Au XVIe siècle, plusieurs personnes héritèrent de Pluscarden lorsqu'elle était une propriété laïque. En 1594, Lord Urquhart vend le monastère à Kenneth Mackenzie de Kintail, et ce dernier reste la propriété de cette famille durant septante ans. En 1662, Brodies de Lethen acquiert Pluscarden, qui appartiendra ensuite aux Duff (comtes de Fife). En 1897, le troisième marquis de Bute obtint la propriété et la transmet à son fils, Lord Colum Crichton-Stuart. En 1943, il donne le prieuré à la communauté bénédictine de Prinknash. Le marquis lance alors un ambitieux projet de restauration pour les bâtiments de Pluscarden. et en 1948, la communauté a à nouveau la possibilité de vivre dans le prieuré. Pluscarden gagne ensuite son indépendance en 1966 et devient une abbaye en 1974. Aujourd’hui, l’abbaye remplit plusieurs fonctions ; lieu de formation pour les novices, lieu de culte, de travail, de prière et de réflexion.

#### Liste des prieurs commendataires laïcs
| 1595 | Kenneth Mackenzie of Kintail    | Prieur laïque                                                |
| 1611 | Colin Mackenzie                 | Deuxième Lord de Kintail, prieur laïque                      |
| 1633 | Thomas Mackenzie of Kintail     | Prieur laïque                                                |
| 1649 | Sir George Mackenzie of Tarbet  | Prieur laïque                                                |
| 1655 | Sir George Mackenzie            | Prieur laïque                                                |
| 1662 | George Sinclair                 | Comte de Caithness, prieur laïque                            |
| 1664 | Major George Bateman            | Prieur laïque                                                |
| 1687 | James Grant of Grant            | Prieur laïque                                                |
| 1709 | William Duff of Dipple          | Prieur laïque, plus tard comte de Fife                       |
| 1763 | James                           | Prieur laïque, deuxième comte de Fife                        |
| 1809 | Alexander                       | Prieur laïque, troisième comte de Fife                       |
| 1811 | James                           | Prieur laïque, quatrième comte de Fife                       |
| 1857 | James                           | Prieur laïque, cinquième comte de Fife                       |
| 1879 | Alexander                       | Prieur laïque, sixième comte de Fife et premier duc de Fife. |
| 1889 | John Crichton-Stuart            | Prieur laïque, troisième marquis de Bute                     |
| 1900 | Lord Colum Crichton-Stuart (en) | Prieur laïque, marquis de Bute.                              |

#### Liste des prieurs et abbés bénédictins
| 1945 | Dom Benedict Steuart | Prieur                                                        |
| 1948 | Dom Brendan McHugh   | Prieur intermédiaire et supérieur.                            |
| 1950 | Dom Wilfred Upson    | Nommé prieur par le Lord Lyon, abbé de Prinknash (1938-1963). |
| 1951 | Dom Norbert Cowin    | Prieur intermédiaire                                          |
| 1963 | Dom Dyfrig Rushton   | Grand supérieur, abbé de Prinknash (1963-1979).               |
| 1961 | Dom Columba Wynne    | Prieur intermédiaire et supérieur.                            |
| 1966 | Dom Alfred Spencer   | Prieur monastique indépendant.                                |
| 1974 | Dom Alfred Spencer   | Premier abbé                                                  |
| 1992 | Dom Hugh Gilbert     | Deuxième abbé                                                 |
| 2011 | Dom Anselm Atkinson  | Troisième abbé                                                |

De nos jours, il est possible de visiter l'abbaye et même de participer à une retraite spirituelle pour une durée déterminée, dans le but de se ressourcer ou de s'impliquer dans la vie et le travail de l'abbaye. Les femmes sont reçues à St. Scholastica, un bâtiment comprenant douze chambres avec douches et toilettes. Les hommes sont eux logés dans une nouvelle aile de l'abbaye, qui comprend douze chambres également.